# Fiat RS.14
Fiat RS.14 là một loại thủy phi cơ trinh sát biển chiến lược tầm xa của Ý.

## Biến thể
RS.14
Lắp động cơ 626 kW (840 hp) Fiat A.74 RC, 188 chiếc.
AS.14
Phiên bản trên bộ, 1 chiếc.

## Quốc gia sử dụng
Ý
- Regia Aeronautica
- Không quân đồng minh tham chiến Italy

## Tính năng kỹ chiến thuật
Dữ liệu lấy từ Donald, 1997, pg 413.
Đặc điểm tổng quát
- Kíp lái: 3
- Chiều dài: 14,1 m (46 ft 3,25 in)
- Sải cánh: 19,54 m (64 ft 1,25 in)
- Chiều cao: 5,63 m (18 ft 5,75 in)
- Diện tích cánh: 50 m2 (538,21 ft2)
- Trọng lượng rỗng: 5.470 kg (12.059 lb)
- Trọng lượng có tải: 8.470 kg (18.673 lb)
- Powerplant: 2 × Fiat A.74 RC 38, 626 kW (840 hp) mỗi chiêc mỗi chiếc

Hiệu suất bay
- Vận tốc cực đại: 390 km/h (242 mph)
- Tầm bay: 2.500 km (1.553 dặm)
- Trần bay: 6.300 m (20.670 ft)

Vũ khí trang bị
- 1 × súng máy 12,7 mm (0,5 in)
- 2 × súng máy 7,7 mm (0,303 in)
- 400 kg (882 lb) bom